# Ekbātān

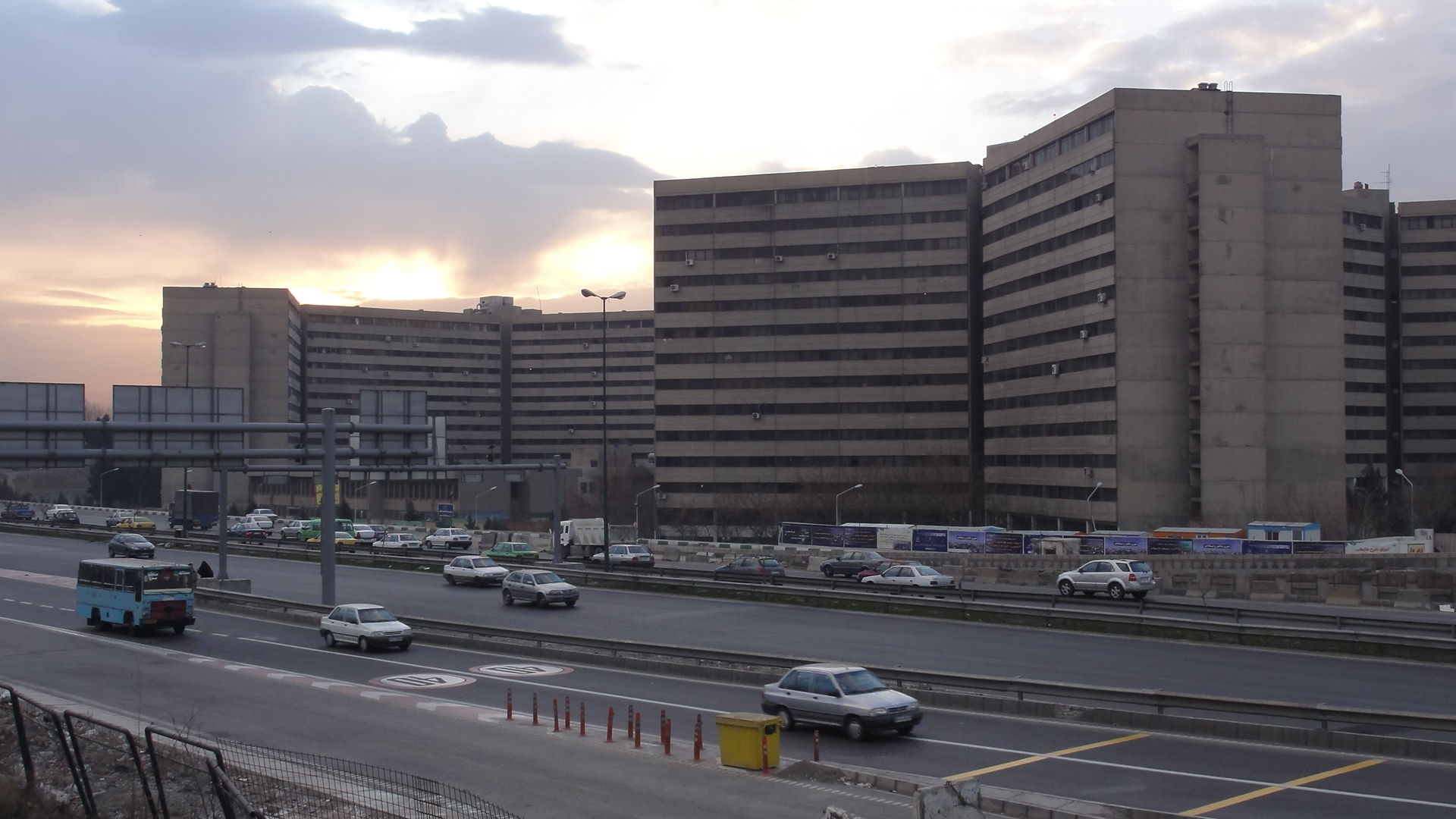

Ekbātān (persisch شهرک اکباتان Schahrak-e Ekbatan, DMG Šahrak-e Ekbātān, ‚Siedlung Ekbātān‘, nach der antiken Mederhauptstadt Ekbatana) ist ein Stadtteil im Westen von Teheran. Der Wohnkomplex ist der größte der Stadt mit eigenen Schulen und Einkaufsmöglichkeiten. Auf einer Fläche von 2,2 Quadratkilometern (2.208 570 m²) befinden sich hier 15.500 Wohneinheiten.
Die Konstruktion der Ekbātān-Siedlung begann 1975. Sie wurde von US-amerikanischen Architekten geplant und unter der Leitung von französischen, deutschen und italienischen Bauingenieuren fertiggestellt.

## Struktur
Die Ekbātān-Stadt besteht aus drei Häuserkomplexen, die als Phasen bezeichnet werden.
Jeder der Häuserkomplexe besteht aus unabhängigen Gebäuden, sogenannten Blöcken.
Ähnlichkeiten in der Konstruktion bestehen zwischen dem ersten und dritten Häuserkomplex. Hier findet man Ein- bis Vierzimmerwohnungen mit einer Fläche von 50 m² bis 240 m². Häuserkomplex 2 besteht aus Maisonettewohnungen. Zwischen den Häuserblöcken befinden sich Grünflächen. Am letzten Mittwoch vor Nouruz  wird  das sogenannte Tschāhārschanbeh-Surī-Fest von den Jugendlichen hier ausgiebig gefeiert.